# Gary Trousdale

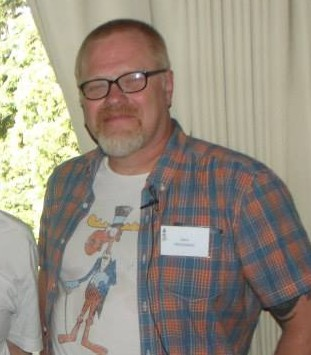
Gary Trousdale auf dem Festival d’Animation Annecy 2014

Gary Trousdale (* 8. Juni 1960) ist ein amerikanischer Filmregisseur. Zu seinen bekanntesten Filmen gehören die Disneyproduktionen Die Schöne und das Biest, Der Glöckner von Notre Dame und Atlantis – Das Geheimnis der verlorenen Stadt. Er arbeitete wiederholt gemeinsam mit den Regisseuren Kirk Wise und Don Hahn.

## Biographie
Gary Trousdale wollte erst Architekt werden, entschied sich aber stattdessen für ein dreijähriges Studium der Animation am California Institute of the Arts. 1982 begann er, Storyboards und andere Animationen zu designen, dann ging er dazu über, dies für Restaurantmenüs und T-Shirts zu tun.
Ab 1985 arbeitete er bei der Walt Disney Company und animierte die Effekte für Taran und der Zauberkessel. Bekannt wurde er 1991 für seine Regie bei Die Schöne und das Biest und erhielt eine Nominierung für einen Oscar in der Kategorie „Bester Film“. Außerdem gewann er eine Auszeichnung der Los Angeles Film Critics Association. 1996 führte er Regie bei Der Glöckner von Notre Dame, 2001 bei Atlantis – Das Geheimnis der verlorenen Stadt.
2003 wechselte er zu DreamWorks Animation, wo er an Kurzfilmen wie Die Madagascar-Pinguine in vorweihnachtlicher Mission (2005), Shrek – Oh du Shrekliche (2007) und Er-Shrek dich nicht! (2010) arbeitete.

## Filmografie (Auswahl)
- 1991: Die Schöne und das Biest (Regie)
- 1994: Der König der Löwen (Drehbuch)
- 1996: Der Glöckner von Notre Dame (Regie)
- 2001: Atlantis – Das Geheimnis der verlorenen Stadt (Regie und Drehbuch)
- 2005: Die Madagascar-Pinguine in vorweihnachtlicher Mission (Regie)
- 2007: Shrek – Oh du Shrekliche (Regie, Drehbuch und Synchronsprecher)
- 2010: Er-Shrek dich nicht! (Regie und Drehbuch)
- 2011: The Pig Who Cried Werewolf (Regie, Drehbuch)
- 2011: Thriller Night (Regie)
- 2016: Kung Fu Panda: Unstoppable Awesomeness (Regie)
- 2018: Kung Fu Panda: The Emperor’s Quest (Regie)